# Inmigración vasca en Argentina
La inmigración vasca en Argentina tuvo lugar en su mayor medida a fines del siglo XIX y principios del XX, cuando muchos inmigrantes provenientes de Euskal Herria llegaron a la Argentina.
Argentina fue el país que recibió el mayor número de residentes del Euskal Herria, esto permitió que la cultura vasca influyera en gran medida en la cultura argentina donde hoy, todavía, se preservan estratos vivos de la misma. La cultura mencionada está en el lunfardo, costumbres, historias, mitos y personajes renombrados a lo ancho y largo del territorio argentino. Hoy se calcula que alrededor del 10% de la población argentina es descendiente de vascos. En Argentina hay, además, aproximadamente 15.000 apellidos vascos entre venidos de la Vasconia y distorsiones en la escritura de los mismos.

## Historia

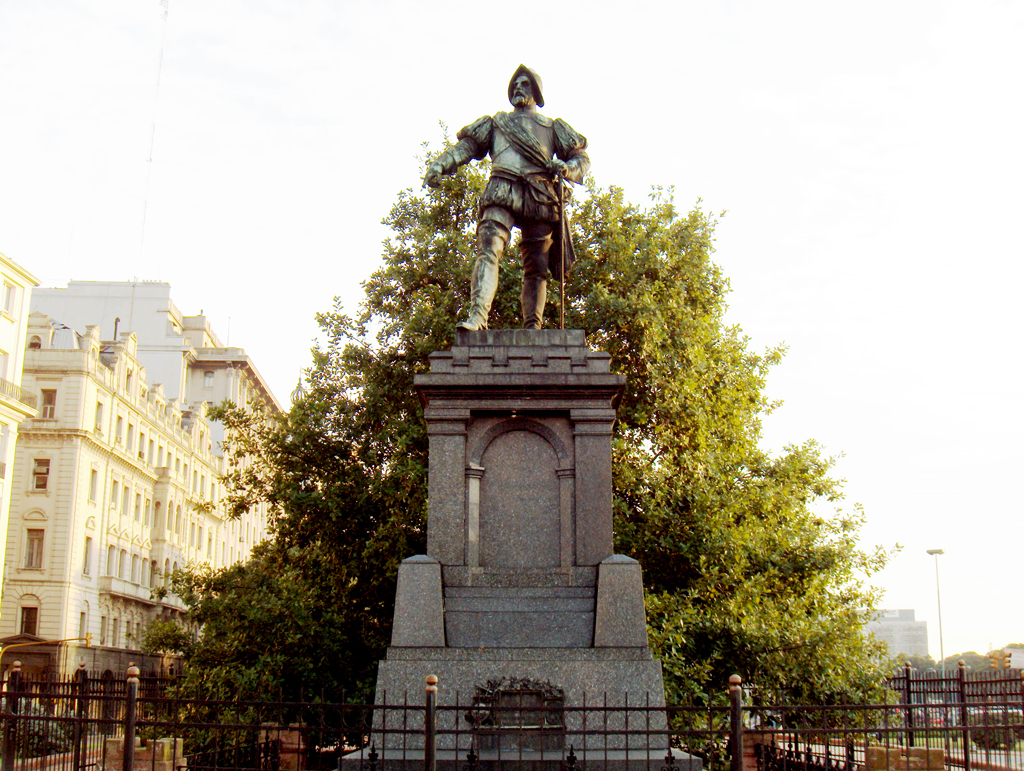
Monumento a Juan de Garay en Buenos Aires, frente a la Casa Rosada. Detrás de la estatua puede verse un brote del Árbol de Guernica, símbolo del País Vasco.

Los vascos han desempeñado importantes roles tanto en la conquista española como en el posterior desarrollo desde la época del asentamiento colonial español. La causa fundamental de la emigración fue la particular estructura social de los territorios vascos, la herencia paterna solía recaer en uno de los hijos (no necesariamente el mayor) lo que relegaba a los demás varones a un papel secundario, del que sólo podían liberarse emigrando de su tierra o como clérigos. La excelente calidad de las naves reales, sumado a su gran experiencia en cuestiones marítima y, finalmente, las características impetuosas y temerarias propias de su pueblo, los hicieron muy preferidos para la carrera de Indias.
En el norte argentino, en actual territorio jujeño los capitanes vascos llegaron a fundar la ciudad de San Francisco de la Nueva Provincia de Álava (en honor a la provincia de Álava, en el País Vasco) posteriormente sería refundada como San Salvador de Jujuy por otro capitán guipuzcoano.
Entre 1857 y 1940 migraron a la Argentina más de 2 millones de españoles, principalmente de Galicia y del territorio vasconavarro (región al oeste de los Pirineos, extendiéndose parte en Francia y parte en España). Tanto vascos de España como de Francia (incluyendo navarros) arribaron a la Argentina como parte de una amplia diáspora vasca.
Las guerras carlistas y posteriormente la era del franquismo contribuyeron a la llegada de los vascos a la Argentina. El país de grandes campos con fuertes costumbres en producción de materia prima: agricultura, ganadería, caza y pesca; fue el principal elegido (en términos nominales) por lo migrantes euskaldunes.
A lo largo del siglo XIX el País Vasco estaba sufriendo una gran transformación: estaba pasando de una sociedad predominantemente agrícola y ganadera a una sociedad predominantemente industrial. Además, había sufrido la guerra contra Napoleón y las guerras carlistas. Estas fueron ganadas por los liberales, entre cuyos ideales se encontraban la Desamortización, con la consecuente pérdida del poder de la Iglesia, la modificación de los fueros, la igualdad de todos ante la ley, el servicio militar obligatorio, etc., ideas no demasiado queridas por la sociedad rural vasca. Muchos agricultores vascos escogieron irse a América, donde podían conseguir tierras, en vez de trabajar en su tierra en fábricas que normalmente estaban en manos de liberales.
Hubo una primera etapa de inmigración en Argentina (1835-1853) de pastores vascos del País Vasco francés.
Le siguió una etapa posconstitucional entre 1853-1877 en la que muchos emigrantes se instalaron en la Pampa. Fueron más de 200.000 entre 1857 y 1864. Y más tarde, entre 1877 y 1914 les siguió otra ola de inmigrantes después de ser aprobada la ley de inmigración argentina.

## Comunidad vasca en Argentina

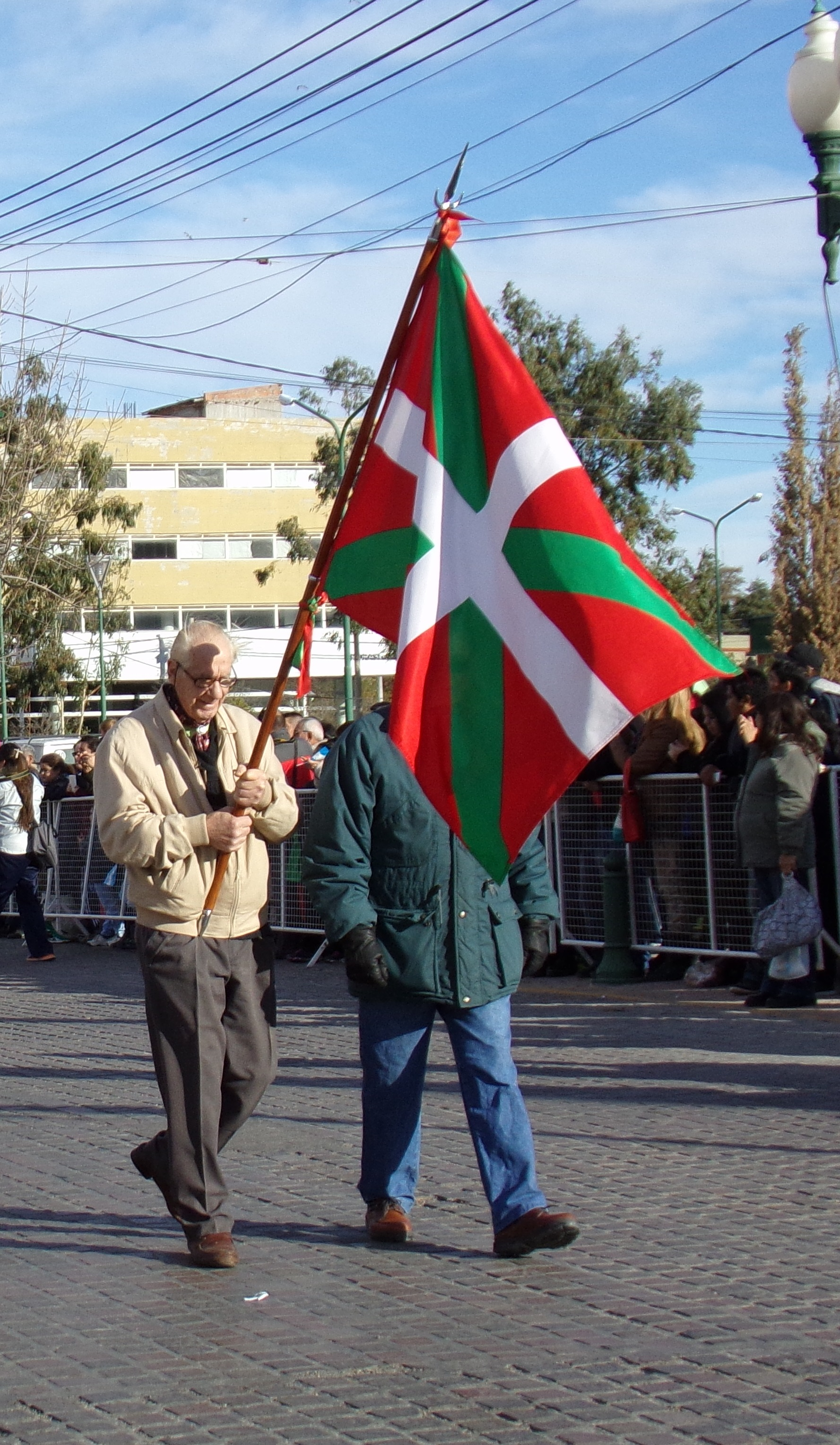
Colectividad vasca de Trelew, provincia del Chubut.

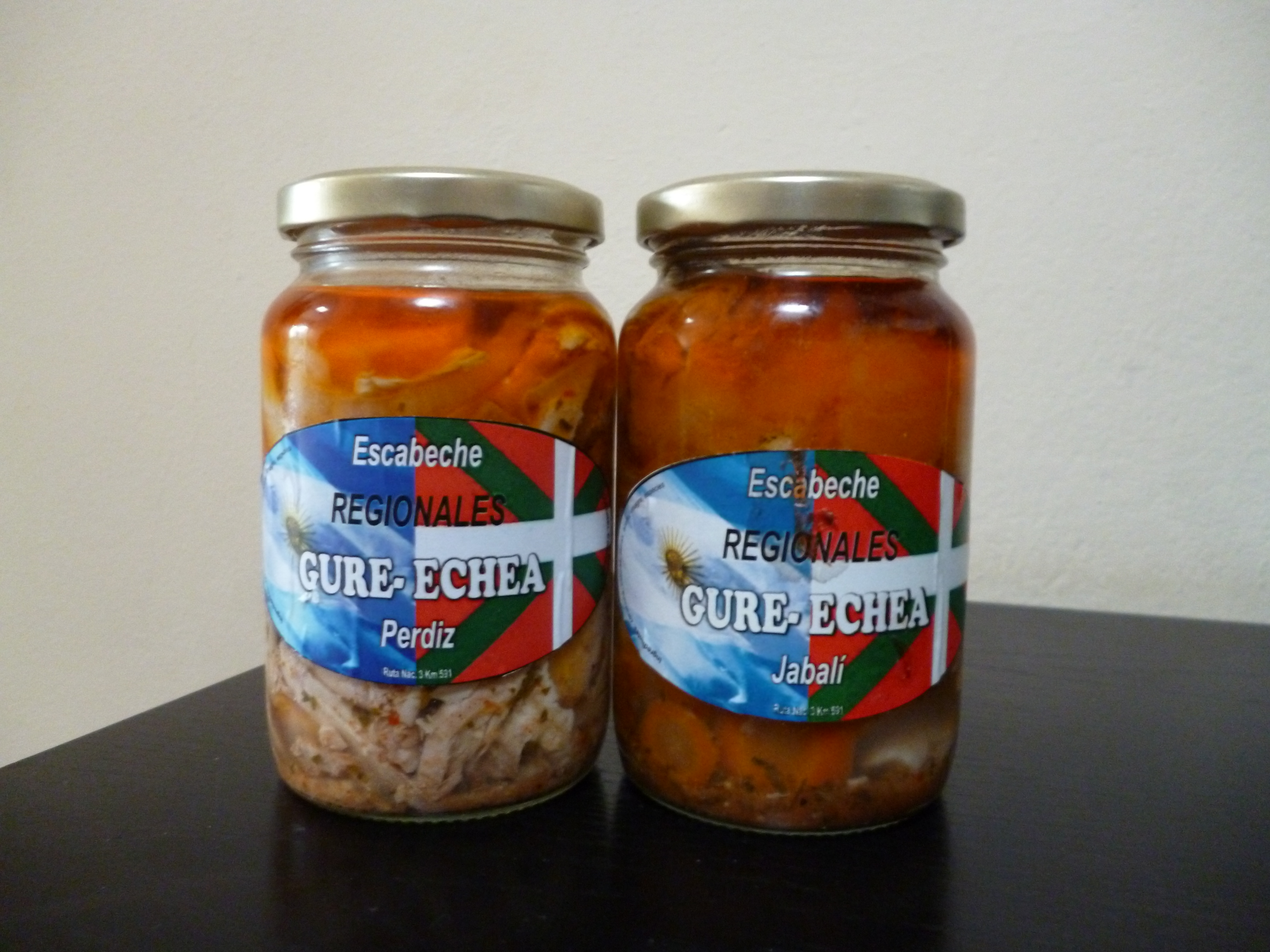
Escabeches vasco-argentinos.

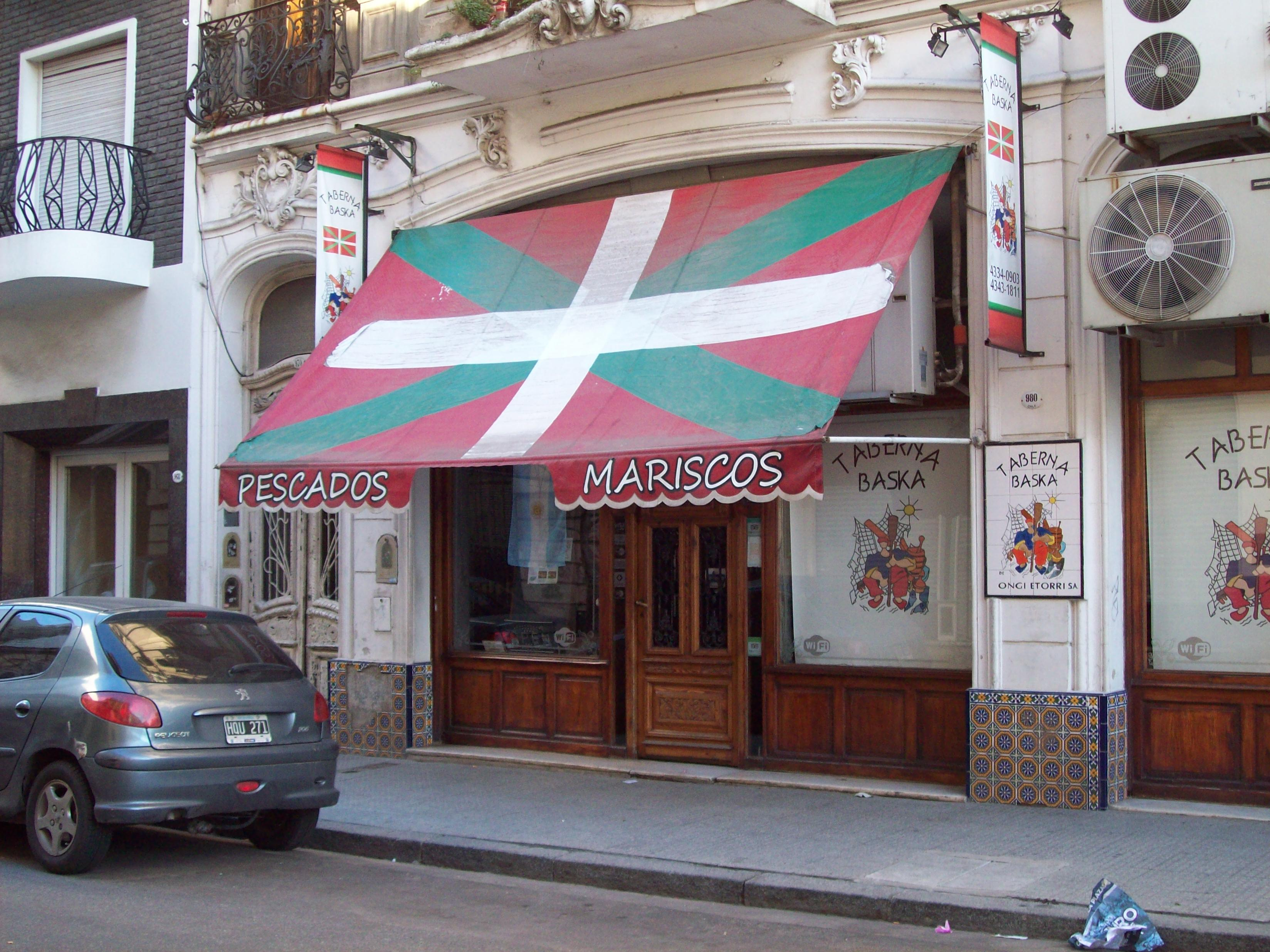
Restaurante vasco en Buenos Aires.

Hay centros culturales vascos (Euskal Etxeak) en distintas ciudades, en casi todas las provincias argentinas, así como canchas de pelota vasca, restaurantes de gastronomía vasca y escuelas donde se enseña el idioma vasco (euskera).
Todos los centros del país son representados por una institución civil: la Federación de entidades vasco argentinas la mayor estructura de la colectividad vasca fuera de Euskal Herria.
Entre otras instituciones reconocidas están:
- La Fundación vasco-argentina Juan de Garay, dedicada a investigaciones de genealogía y referentes a la colectividad en el país.
- El Colegio Euskal Echea, fundado en 1904, centro de educación inicial, primaria y secundaria con bases en la cultura vasca (costumbres, historia, deportes e idioma). Tiene sedes en Ciudad Autónoma de Buenos Aires y en la localidad bonaerense de Llavallol, Partido de Lomas de Zamora.
- El Club Euskal Echea, fundado en 2017, que ofrece actividades como teatro, danza, fútbol, hockey sobre césped y colonia de vacaciones. Funciona en el predio de una de las sedes del colegio en la localidad bonaerense de Llavallol, Partido de Lomas de Zamora. Cuenta con piletas de natación, canchas de tenis, de hockey, de fútbol y de rugby, una cancha de pelota vasca y con un teatro con aforo para 950 espectadores.
- El Instituto Vasco-Argentino, centro educativo para capacitación técnica y la transferencia de tecnología, con ayuda y convenios del País Vasco.
- La Universidad Vasca de Verano, emprendimiento del Colegio Euskal Echea, asociación cultural y de beneficencia abierto a todos los habitantes de la República Argentina y del exterior para despertar el sentimiento y desarrollar el conocimiento sobre «el antiguo pueblo enclavado en un rincón de Europa Occidental».

Políticos del País Vasco, incluyendo al lehendakari, visitan regularmente el país. El gobierno autónomo vasco tiene representación oficial en Argentina, siendo María Elisa Díaz de Mendibil su actual representante.
Algunos descendientes de los vascos mantienen en euskera. En Buenos Aires hay un grupo llamado Euskalzaleak dedicado a la enseñanza del idioma. Este y otros grupos mantienen contactos con vascos que viajan por turismo o estudios. Al mismo tiempo, algunos argentinos de ascendencia vasca viajan para estudiar en las universidades de la región.

¿Qué piensa un argentino de los vascos?
Que es hombre de palabra firme y trabajador. En Argentina, a los españoles se les llama gallegos. Pero a los vascos, se les llama vascos.

### Casas Vascas (Euskal Etxeak)
De un total de 162 en todo el mundo, en Argentina se encuentran 76 (casi la mitad) centros relacionados con la cultura vasca oficialmente reconocidos por el Gobierno Vasco en virtud del Decreto 318/1994, de 28 de julio, por el que se regulan el Reconocimiento y Registro de los Centros Vascos ubicados fuera de la Comunidad Autónoma del País Vasco. Una de las más grandes se encuentra en Llavallol, partido de Lomas de Zamora, esta es el colegio, hogar de ancianos y capilla Euskal-Etxea; en este se realiza una vez al año una multitudinaria fiesta, la llamada “Fiesta Vasca”, a la cual asisten muchas personalidades importantes además de la totalidad del alumnado de la institución.

#### Euskaltzaleak-Escuela de idioma vasco de Buenos Aires
Euskaltzaleak es la Escuela de Lengua Vasca de Buenos Aires. Se fundó en 1944 con el objetivo de mantener y difundir la lengua de Euskal Herria en Argentina. Actualmente tiene su sede en Bernardo de Irigoyen 826 (CABA) y ofrece clases presenciales y en línea de varios niveles. Además de las clases de idioma, Euskaltzaleak cuenta con talleres de música tradicional vasca, canto y danzas. Cada 3 de diciembre celebra el ENE (Día Internacional del Euskera).

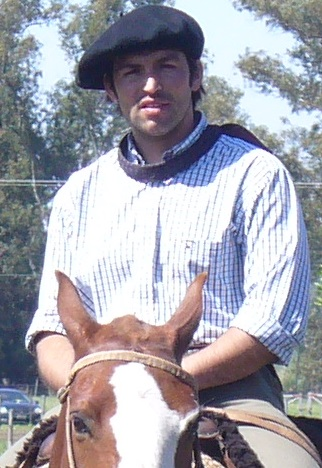
Peón de campo con típica boina, considerada legado vasco en el atuendo gaucheso

### Herencia cultural
La comunidad vasca ha dejado su huella en Argentina como, por ejemplo, la toponimia y los apellidos. La boina parte del atuendo típico usado por los peones en el campo, asociada con el ropaje gauchesco, es considerada herencia vasca. El apodo "vasco" es común en el uso cotidiano para muchos descendientes de la colectividad - junto a los demás gentilicios de uso familiar en Argentina, tales como "tano" (italiano), "turco" (turco, sirio, libanés, palestino y demás originarios y descendientes de países árabes), etc. - como en el caso de muchas celebridades. Notablemente, mientras que los españoles en Argentina son conocidos universalmente como "gallegos", los vascos son una excepción.
Anualmente se celebra la Semana Cultural Vasca de Argentina en una localidad diferente con un programa festivo cargado de actos culturales. En universidades como la Universidad de la Plata se ofrecen programas de lectorado de euskera y cultura vasca.

## Localidades
Nombres familiares de populares avenidas, calles y plazas de la ciudad de Buenos Aires - como entre otros las importantes avenidas Pueyrredón, Honorio Pueyrredón, Bernardo de Irigoyen, Hipólito Yrigoyen, Juan de Garay, Iriarte, Juan Bautista Alberdi, o las conocidas calles Azcuénaga, Aranguren, Anchorena, Aguirre, Azurduy, Pedro Goyena, Larrazábal, Larrea, Labardén, Luzuriaga, Olazábal, Rivera Indarte, Zeballos, Zuviría, etc., son apenas una muestra mínima de miles más en ciudades a lo largo y ancho de la Argentina Archivado el 28 de abril de 2021 en Wayback Machine..
Muchas localidades (así como calles, plazas etc dentro de estas localidades) a lo largo y ancho del país llevan nombres vascos, como por ejemplo el principal aeropuerto internacional: 
- Ezeiza, el aeropuerto internacional de Buenos Aires (Ministro Pistarini) conocido popularmente y en la nomenclatura IATA así por hallarse en el municipio de ese nombre.  
El listado es demasiado largo y se incluye sólo algunos nombres prominentes: 
- Acassuso, localidad situada en el Partido de San Isidro, del Gran Buenos Aires.
- Amenábar, localidad del departamento General López, provincia de Santa Fe.
- Arteaga, localidad del Departamento Caseros, Provincia de Santa Fe.
- Basavilbaso, municipio perteneciente a la provincia de Entre Ríos.
- Berazategui, importante ciudad del Gran Buenos Aires, cabecera del partido que lleva el mismo nombre, "Capital Nacional del Vidrio".
- Burzaco, localidad que pertenece al Partido de Almirante Brown, del Gran Buenos Aires.
- Comandante Otamendi, localidad perteneciente al Partido de General Alvarado, Buenos Aires.
- General Madariaga, partido de la provincia de Buenos Aires.
- General Pueyrredón, partido de la provincia de Buenos Aires.
- Guernica, ciudad cabecera del Partido de Presidente Perón, del Gran Buenos Aires.
- Labardén, localidad perteneciente al Partido de General Guido, Provincia de Buenos Aires.
- Morea, localidad del centro de la provincia de Buenos Aires, perteneciente al partido de Nueve de Julio. Creado por el navarro Ciriaco Morea y su esposa, también vasca, María Laxague, en 1910-1912. Ciriaco Morea nació en Garaioa, vale de Aezkoa, el 16-III-1854, falleciendo en alta mar cuando volvía de su tierra natal el 8-IX-1936. 
- Necochea, popular ciudad costera turística (tradicionalmente ubicada en importancia luego de la principal Mar del Plata) es un importante centro de la cultura vasca.
- Olavarría, importante ciudad del interior de la Provincia de Buenos Aires, de perfil industrial.
- Recalde, localidad del Partido de Olavarría, localizado en el interior de la Provincia de Buenos Aires.
- Pueblo Uranga, localidad del Departamento de Rosario, Provincia de Santa Fe.
- Saldungaray, localidad perteneciente al Partido de Tornquist, Buenos Aires.
- San Carlos de Bolívar, ciudad cabecera del partido de Bolívar, ubicada en el centro norte del interior de la Provincia de Buenos Aires.
- Urdampilleta, localidad del Partido de Bolívar, Buenos Aires.
- Urdinarrain, importante poblado fruto de la inmigración europea en la provincia de Entre Ríos.
- Uribelarrea, en el Partido de Cañuelas, provincia de Buenos Aires.
- Villa Luzuriaga, conocida ciudad bonaerense.
- Villa Urquiza, barrio que pertenece a la Ciudad de Buenos Aires.
- Zárate, localidad cabecera del partido homónimo, perteneciente a la Provincia de Buenos Aires.